# Aenictus javanus
Aenictus javanus é uma espécie de formiga do gênero Aenictus.